# Памятная монета «Байбак»
Памятная монета «Байбак» (укр. Пам'ятна монета «Байбак») — золотая памятная монета Национального банка Украины, посвящённая грызуну, который живёт в степи в норах и впадает с осени до весны в спячку. Была введена в оборот 1 марта 2007 года. Относится к серии «Наименьшая золотая монета».

## Описание монеты и характеристики
| Номинал, гривен | Металл | Масса, г | Диаметр, мм | Качество изготовления         | Гурт    | Тираж, штук |
| --------------- | ------ | -------- | ----------- | ----------------------------- | ------- | ----------- |
| 2               | золото | 1,24     | 13,92       | специальное нециркулированное | гладкий | 10 000      |

### Аверс
На аверсе монеты в кольце из бусин изображён малый Государственный Герб Украины, над которым отмечен год чеканки монеты (2007); между кольцом и кантом монеты круговые надписи «Национальный банк Украины» (укр. Національний банк України, вверху), «2 гривны» (укр. 2 гривні, внизу), а также обозначение металла (Au) и его пробы 999,9 (слева), масса (1,24 г) и логотип Монетного двора Национального банка Украины (справа).

### Реверс
На реверсе монеты изображен байбак и размещены надписи «лат. MARMOTA BOBAK» (слева) и «укр. БАБАК (БАЙБАК)» (справа).

## Авторы
- Автор эскизов и моделей — Владимир Демьяненко.

## Стоимость монеты
Отпускная стоимость монеты, установленная Национальным банком в 2011 году, составляла — 649 гривен, в 2017 году — 2214 гривен.